# Џетстар ервејз
Џетстар ервејз (енгл. Jetstar Airways) је нискотарифна авио-компанија са седиштем у Мелбурну, Викторија, Аустралија. Филијала је авио-компанију Квантаса, створена као одговор на претње од нискотарифна авио-компанија Верџин блу. Послују широку мрежу домаћих, регионалне као и међународне дестинације. Глвана чвориште авио-компаније се налази на Аеродром Таламарин у Мелбурну.
Матична компанија Квантас такође има акције у сестре авио-компаније Џетстар Азија ервејз и Велјуер у Сингапуру (преко своје акције у Оранж стар); и Џетстар Пацифик ерлајнс у Вијетнаму.

## Историја
Аустралијска национална авио-компанија, Квантас, је основала Џетстар као домаћу Аустралијску нискотарифну авио-компанију. Авио-карте су почели да продају у фебруару 2004. а први лет је обављен 25. маја 2004. Први међународни лет је био за Крајстчерч, Нови Зеланд 1. децембра 2005.
На почетку флота је садржала авионе Боинг 717 са 125 седишта. Данас су у флоти нови Ербас A320 авиони са 177 седишта и Ербас A330 авиони Квантаса за међународне летове.

## Флота
Флота Џетстар ервејза, од септембра 2013. године, се састоји од следећих авиона:
| Авион          | У саобраћају | Поручених  | Опције | Седиште (СтарКлас/Економија) | Одредиште                        | Белешке                                          |
| -------------- | ------------ | ---------- | ------ | ---------------------------- | -------------------------------- | ------------------------------------------------ |
| Ербас А320-200 | 55           | –          | –      | 177 (0/177) 180 (0/180)      | Океанија, Азија                  | 9 летелица у бази на Новом Зеланду.              |
| Ербас А320нео  | –            | Напомена 1 | –      | –                            | –                                | –                                                |
| Ербас А321-200 | 6            | –          | –      | 220 (0/220)                  | Океанија, Азија                  | Први је корисник овог типа авиона у Аустралији.  |
| Ербас А330-200 | 10           | –          | –      | 303 (38/265) 310 (42/268)    | Океанија, Азија, Северна Америка | Прелазе у Квантас када Боинг 787 уђе у употребу. |
| Боинг 787-8    | 1            | 13         | –      | 335 (21/314)                 |                                  | Мења Ербас А330.                                 |
| Укупно         | 72           | 13         | –      |                              |                                  |                                                  |

^Напомена 1 Квантас група је 2011. године наручила 110 авиона типа Ербас А320, од којих ће 11 ићи за нову авио-компанију у Азији а преосталих 99 ће ући у употребу са Џетстар ервејз компанијом. Од 110 наручених авиона, 32 су садашњи модели А320 а 78 су модели А320нео са моторима нове генерације.